# Смоляр, Артём Григорьевич
Артём Григорьевич Смоляр (род. 4 февраля 1985) — украинский и российский волейболист, центральный блокирующий команды «Барком-Кажаны».

## Спортивная карьера
Волейболом начал заниматься достаточно поздно, в 2001 году. Первый тренер – Николай Алексеевич Богдан.
В профессионального волейболиста Артем вырос в системе белгородского волейбола – последовательно прошел путь наверх через вторую команду «Локомотива-Белогорья», «Металлоинвест» и закрепившись в составе основной команды «Локомотив» в 2009 году.
В дальнейшем в карьере блокирующего были «Локомотив-Изумруд», «Газпром-Югра», вновь «Белогорье» и новосибирский «Локомотив». В 2014 и 2015 годах выступал за сборную России на Мировой лиге.
С лета 2019 года – игрок «Динамо-ЛО». Летом 2020 года перешёл в «Зенит» (Казань).

## Награды
- — Серебряный призёр чемпионата России (2010)
- — Бронзовый призёр чемпионата России (2011)
- — Бронзовый призёр Кубка России (2014)